# Signy-Montlibert
Signy-Montlibert é uma comuna francesa na região administrativa de Grande Leste, no departamento das Ardenas. Estende-se por uma área de 6,12 km². Em 2010 a comuna tinha 92 habitantes (densidade: 15 hab./km²).